# 胡小跃
胡小跃（1961年—），浙江兰溪人，先后毕业于广州外国语学院、杭州大学和蒙特利尔大学。法语文学翻译家，2002年获法兰西艺术与文学骑士勋章，2010年凭借《加斯东·伽利玛：半个世纪的法国出版史》获第二届傅雷翻译出版奖。总计有三十多部译作问世，代表译作有：《北方的中国情人》、 《孤独与沉思》、《博斯凯诗选》、《乌黛丝诗选》、《灰色的灵魂》、《母猪女郎》、《巴黎的忧郁》、《街猫》等。